# General Mitchell International Airport
General Mitchell International Airport (IATA: MKE, ICAO: KMKE) – międzynarodowy port lotniczy położony 8 km na południe od centrum Milwaukee, w stanie Wisconsin, w Stanach Zjednoczonych.

## Linie lotnicze i połączenia

### Hall C
- Air Canada
  - Air Canada Jazz (Toronto-Pearson)
- AirTran Airways (Atlanta, Boston [sezonowo], Baltimore/Waszyngton, Fort Lauderdale, Fort Myers [sezonowo], Las Vegas, Los Angeles [sezonowo], Nowy Jork-LaGuardia, Orlando, Phoenix [sezonowo], San Diego [sezonowo], San Francisco [sezonowo], Seattle/Tacoma [sezonowo], Tampa [sezonowo], Waszyngton-Reagan)
- American Airlines
  - AmericanConnection obsługiwane przez Chautauqua Airlines (St. Louis)
  - AmericanConnection obsługiwane przez Trans States Airlines (St. Louis)
  - American Eagle Airlines (Chicago-O'Hare, Dallas/Fort Worth, Marquette)
- Delta Air Lines (Atlanta)
  - Delta Connection obsługiwane przez Atlantic Southeast Airlines (Atlanta, Cincinnati)
  - Delta Connection obsługiwane przez Comair (Cincinnati)
  - Delta Connection obsługiwane przez Chautauqua Airlines (Cincinnati)
  - Delta Connection obsługiwane przez Pinnacle Airlines (Atlanta)
  - Delta Connection obsługiwane przez Shuttle America (Atlanta)
- Frontier Airlines (Denver)
- United Airlines
  - United Express obsługiwane przez SkyWest (Chicago-O'Hare, Denver)
  - United Express obsługiwane przez Trans States Airlines (Chicago-O'Hare, Denver)
- US Airways (Phoenix)
  - US Airways Express obsługiwane przez Air Wisconsin (Charlotte, Filadelfia)
  - US Airways Express obsługiwane przez Mesa Airlines (Charlotte)
  - US Airways Express obsługiwane przez PSA Airlines (Charlotte)

### Hall D
- Great Lakes Airlines (Ironwood, Manistee, Rhinelander)
- Midwest Airlines (Atlanta, Baltimore/Waszyngton, Boston, Dallas/Fort Worth, Denver, Fort Lauderdale, Fort Myers, Kansas City, Las Vegas, Los Angeles, Minneapolis/St. Paul, Nowy Jork-LaGuardia, Omaha, Orlando [sezonowo], Filadelfia, Phoenix, San Francisco, Seattle/Tacoma, Tampa, Waszyngton-Reagan)
  - Midwest Connect obsługiwane przez SkyWest (Appleton, Baltimore/Waszyngton, Cleveland, Columbus (OH), Dayton, Des Moines, Flint, Grand Rapids, Green Bay, Hartford/Springfield, Indianapolis, Louisville, Madison, Minneapolis/St. Paul, Muskegon, Nashville, Newark, Omaha, Filadelfia, Pittsburgh, Raleigh/Durham, St. Louis, Toronto-Pearson, Wausau)

### Hall E
- Ryan International Airlines (Cancûn, Cozumel, Ixtapa, Puerto Vallarta, Punta Cana) [sezonowe czartery]
- Continental Airlines
  - Continental Express obsługiwane przez ExpressJet Airlines (Cleveland, Houston-Intercontinental, Newark)
- Northwest Airlines (Cancún [sezonowo], Detroit, Los Angeles, Memphis, Minneapolis/St. Paul)
  - Northwest Airlink obsługiwane przez Mesaba Airlines (Detroit, Memphis)

### Cargo
- Berry Aviation (Chicago-Executive Airport)
- CSA Air (Marquette, Escanaba, Iron Mountain, Rhinelander)
- DHL (Airborne Park, Grand Rapids)
- Federal Express (Appleton, Chicago-O'Hare, Indianapolis, Memphis)
- Flight Line (Chicago-Midway)
- Freight Runners Express (Appleton, Bloomington-Normal, Dillon, Green Bay, Lake Delton, Madison, Marinette, Menomonie, Rhinelander, Stevens Point, Wausau)
- Kalitta Air (Kenosha)
- Martinaire (Iron Mountain, Ironwood)
- Royal Air Freight (Pontiac)
- UPS (Louisville, Philadelphia)
- U.S. Check (Chicago-Midway, Green Bay, St. Paul-Downtown Airport)